# Procellariphaga
Procellariphaga är ett släkte av insekter som beskrevs av Eichler 19??. Procellariphaga ingår i familjen spolätare.